# Jesús del Muro
Jesús del Muro (30. listopadu 1937, Guadalajara – 3. října 2022) byl mexický fotbalista, obránce. Po skončení aktivní kariéry působil jako trenér.

## Fotbalová kariéra
V mexické lize hrál za Atlas FC, Club Deportivo Veracruz, Cruz Azul a Deportivo Toluca FC. S týmem Cruz Azul získal 2 mistrovské tituly. Mexický fotbalový pohár vyhrál jednou s týmem Atlas FC a jednou s Cruz Azul. Za reprezentaci Mexika nastoupil v letech 1958–1968 ve 40 utkáních. Byl členem mexické reprezentace na Mistrovství světa ve fotbale 1958, nastoupil ve 3 utkáních, na Mistrovství světa ve fotbale 1962, nastoupil ve 3 utkánich a na Mistrovství světa ve fotbale 1966, kde také nastoupil v 1 utkání.

## Ligová bilance
| Ročník                  | Zápasy | Góly | Klub                    |
| ----------------------- | ------ | ---- | ----------------------- |
| 1. mexická liga 1955/56 | –      | –    | Atlas FC                |
| 1. mexická liga 1956/57 | –      | –    | Atlas FC                |
| 1. mexická liga 1957/58 | –      | –    | Atlas FC                |
| 1. mexická liga 1958/59 | –      | –    | Atlas FC                |
| 1. mexická liga 1959/60 | –      | –    | Atlas FC                |
| 1. mexická liga 1960/61 | –      | –    | Atlas FC                |
| 1. mexická liga 1961/62 | –      | –    | Atlas FC                |
| 1. mexická liga 1962/63 | –      | –    | Atlas FC                |
| 1. mexická liga 1963/64 | –      | –    | Atlas FC                |
| 1. mexická liga 1964/65 | –      | –    | Atlas FC                |
| 1. mexická liga 1965/66 | –      | –    | Club Deportivo Veracruz |
| 1. mexická liga 1966/67 | –      | –    | Cruz Azul               |
| 1. mexická liga 1967/68 | –      | –    | Cruz Azul               |
| 1. mexická liga 1968/69 | –      | –    | Cruz Azul               |
| 1. mexická liga 1969/70 | –      | –    | Deportivo Toluca FC     |
| 1. mexická liga 1970/71 | –      | –    | Cruz Azul               |
| 1. mexická liga 1971/72 | –      | –    | Cruz Azul               |
| 1. mexická liga 1972/73 | –      | –    | Deportivo Toluca FC     |
| CELKEM 1. liga          | –      | –    |                         |